# موراد منشیان
موراد مِنِشیان (انگلیسی: Murad Meneshian) یک شیمی‌دان، روزنامه‌نگار، مترجم و پژوهشگر ارمنی‌تبار اهل ایالات متحده آمریکا است.

## کتابشناسی
- Raffi: the prophet from Payajuk
- Village World (Kiughashkharh): An Historical and Cultural Study of Govdoon (ترجمه شدع)